# Diocesi di Veglia

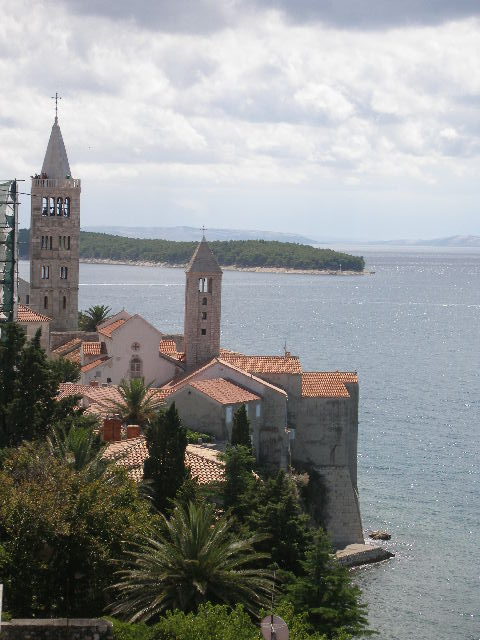
L'ex cattedrale dell'Assunzione di Maria Vergine della diocesi di Arbe.

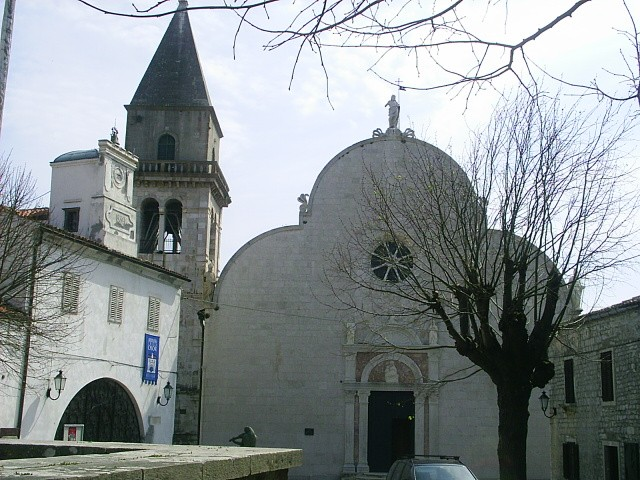
L'ex cattedrale dell'Assunzione di Maria della diocesi di Ossero.

La diocesi di Veglia (in latino Dioecesis Veglensis) è una sede della Chiesa cattolica in Croazia suffraganea dell'arcidiocesi di Fiume. Nel 2023 contava 34.224 battezzati su 40.485 abitanti. È retta dal vescovo Ivica Petanjak, O.F.M.Cap.

## Territorio
La diocesi comprende le isole Quarnerine e una porzione dell'isola di Pago.
Sede vescovile è la città di Veglia, dove si trova la cattedrale dell'Assunzione della Beata Vergine Maria. Ad Ossero sorge l'ex cattedrale dell'Assunzione di Maria e ad Arbe l'ex cattedrale dell'Assunzione di Maria Vergine.
Il territorio si estende su 1.119 km² ed è suddiviso in 51 parrocchie.

## Storia
Ignote sono le origini della diocesi di Veglia, che si data probabilmente al X secolo. Il primo vescovo di cui si ha notizia è Vitale, che nel 1000 promise obbedienza al doge veneziano Pietro II Orseolo, rinnovata nel 1018, e che prese parte al sinodo di Spalato nell'anno 1030.
Originariamente la diocesi era suffraganea dell'arcidiocesi di Spalato, ma nel 1146 papa Eugenio III la assegnò alla provincia ecclesiastica di Zara.
Nel 1173 il vescovo Pietro II accolse nella sua diocesi è benedettini, che fondarono un monastero a Veglia. Dabro prese parte al concilio lateranense del 1179. Anche i francescani aprirono un loro convento a Veglia durante l'episcopato di Lamberto (1290-1297), religioso francescano.
Dal 1531 al 1613 i vescovi di Veglia amministrarono anche la diocesi di Scardona, vacante in seguito alla conquista ottomana.
Il vescovo Pietro Bembo (1564-1589) attuò per primo in diocesi i decreti di riforma del concilio di Trento e fece per due volte la visita pastorale della sua diocesi, come stabilito dal concilio tridentino.
Nel 1822 con la bolla Inter multiplices al vescovo di Veglia fu affidata l'amministrazione della diocesi di Ossero, che aveva giurisdizione sulle isole di Cherso e Lussino. Il 30 luglio 1828 la diocesi ampliò il proprio territorio con l'annessione dei territori delle soppresse diocesi di Arbe e di Ossero. Due anni dopo, il 27 luglio 1830 la diocesi divenne suffraganea dell'arcidiocesi di Gorizia e Gradisca.
Nel 1834 la diocesi era suddivisa in 6 decanati (Veglia, Castelmuschio, Verbenico, Ossero, Lossin, Cherso) e un provicariato (Arbe), con 15 parrocchie e 24 chiese o cappellanie curate. In tutto la diocesi comprendeva 32.479 fedeli, 203 sacerdoti secolari e 27 sacerdoti regolari.
Dopo la prima guerra mondiale e il trattato di Rapallo del 1920, la diocesi si trovò divisa fra due stati, il regno di Jugoslavia e il regno d'Italia, cui appartenevano le isole che un tempo costituivano la diocesi di Ossero. Il 1º agosto 1932 questa parte del territorio diocesano fu incorporata nell'arcidiocesi di Zara.
Il 25 novembre 1933 la diocesi è diventata immediatamente soggetta alla Santa Sede.
Il 6 gennaio 1963 in forza del decreto In Dalmatiae della Congregazione Concistoriale le isole di Cherso, Lussino, Unie, Canidole Grande, Canidole Piccola, Sansego e Asinello furono sottratte all'arcidiocesi di Zara e ritornarono alla diocesi di Veglia, ripristinando così la situazione territoriale precedente al 1932.
Il 27 luglio 1969 Veglia è entrata a far parte della provincia ecclesiastica di Fiume-Segna.

## Cronotassi dei vescovi
Si omettono i periodi di sede vacante non superiori ai 2 anni o non storicamente accertati.
- Vitale † (prima del 1000 - dopo il 1030)
- Gregorio † (prima del 1050 - 1069)
  - Cededa † (? - 1065 deceduto) (antivescovo)
- Pietro I † (1069 - dopo il 1094)
- Domenico † (prima del 1100 - dopo il 1133)
- Pietro II † (menzionato nel 1173)
- Dabro † (menzionato nel 1179)
- Giovanni I † (prima del 1186 - dopo il 1188)
- Anonimo † (menzionato nel 1212)
- Anonimo † (menzionato nel 1252)
- Marino † (1270- prima del 1290  deceduto)
- Lamberto, O.F.M. † (8 marzo 1290 - 25 maggio 1297 nominato vescovo di Aquino)
- Girolamo † (menzionato nel 1298)
- Matteo, O.F.M. † (? deceduto)
- Tommaso I, O.F.M. † (13 agosto 1302 - circa 1311 deceduto)
- Jacopo Bertaldo (prima di agosto 1313 - 3 aprile 1315 deceduto)
- Bongiovanni † (menzionato nel 1326)[11]
- Lompradio † (menzionato nel 1330)
- Nicolò I † (menzionato nel 1332)
- Giovanni II † (2 luglio 1358 - ?)
- Giovanni III † (7 ottobre 1360 - ?)
- Anonimo † (menzionato nel 1377)
- Tommaso II † (prima del 5 marzo 1389 - ? deceduto)
- Nicolò II † (21 aprile 1421 - 1435 deceduto)[12]
- Angelo da Bologna, O.P. † (8 ottobre 1436 - ? deceduto)
- Francesco, O.F.M. † (2 dicembre 1444 - 29 ottobre 1456 nominato vescovo di Corbavia)
- Niccolò Valentini † (29 aprile 1457 - circa 1484 deceduto)
- Donato della Torre † (17 dicembre 1484 - 1515 nominato vescovo di Bosnia)
- Natale della Torre † (16 marzo 1515 - 1528 dimesso)
- Eusebio Priuli † (9 ottobre 1528 - 1530 deceduto)
- Giovanni Rosa † (23 aprile 1531 - 1549 deceduto)
- Alberto Gliričić, O.P. † (19 marzo 1550 - 1564 deceduto)
- Pietro Bembo † (16 ottobre 1564 - 23 luglio 1589 deceduto)
- Giovanni della Torre † (25 settembre 1589 - 1623 deceduto)
- Alvise Lippomano † (10 maggio 1623 - 1640 deceduto)
- Costantino de Rossi, C.R.S. † (13 agosto 1640 - 1653 deceduto)
- Giorgio Giorgicci † (22 settembre 1653 - febbraio 1660 deceduto)
- Francesco de Marchi † (21 giugno 1660 - 1º novembre 1667 deceduto)
- Teodoro Gennaro, O.F.M. † (9 aprile 1668 - circa 1681 deceduto)
  - Sede vacante (1681-1684)
- Stefano David † (19 giugno 1684 - 1687 deceduto)
- Baldassarre Nosadini † (31 maggio 1688 - luglio 1712 deceduto)
- Pietro Paolo Calorio, C.R.S. † (13 febbraio 1713 - 31 luglio 1717 deceduto)
- Vincenzio Lessio † (2 ottobre 1719 - agosto 1729 deceduto)
- Giovanni Federico Orsini Rosa † (23 dicembre 1729 - 19 dicembre 1738 nominato vescovo di Nona)
- Pietro Antonio Zuccari † (26 gennaio 1739 - giugno 1778 deceduto)
- Diodato Maria Difnico, C.R.L. † (28 settembre 1778 - agosto 1788 deceduto)
- Giacinto Ignazio Pellegrini, O.P. † (30 marzo 1789 - ottobre 1792 deceduto)
- Giovanni Antonio Sintich † (3 dicembre 1792 - 9 maggio 1837 deceduto)
  - Sede vacante (1837-1839)
- Bartolomeo Bozanich † (8 luglio 1839 - 23 agosto 1854 deceduto)
- Ivan Josip Vitezić † (23 marzo 1855 - 4 settembre 1877 deceduto)
  - Sede vacante (1877-1880)
- Franjo Anijan Ferrettić † (27 febbraio 1880 - 19 marzo 1893 deceduto)
- Andrea Maria Sterk † (18 maggio 1894 - 25 giugno 1896 nominato vescovo di Trieste e Capodistria)
- Anton Mahnič † (3 dicembre 1896 - 30 dicembre 1920 deceduto)
  - Sede vacante (1920-1923)
- Josip Srebrnič † (15 settembre 1923 - 21 giugno 1966 deceduto)
- Karmelo Zazinović † (16 gennaio 1968 succeduto - 14 novembre 1989 ritirato)
- Josip Bozanić (14 novembre 1989 succeduto - 5 luglio 1997 nominato arcivescovo di Zagabria)
- Valter Župan (31 gennaio 1998 - 24 gennaio 2015 ritirato)
- Ivica Petanjak, O.F.M.Cap., dal 24 gennaio 2015

## Statistiche
La diocesi nel 2023 su una popolazione di 40.485 persone contava 34.224 battezzati, corrispondenti all'84,5% del totale.
| anno | popolazione | popolazione | popolazione | presbiteri | presbiteri | presbiteri | presbiteri                | diaconi | religiosi | religiosi | parrocchie |
| anno | battezzati  | totale      | %           | numero     | secolari   | regolari   | battezzati per presbitero | diaconi | uomini    | donne     | parrocchie |
| ---- | ----------- | ----------- | ----------- | ---------- | ---------- | ---------- | ------------------------- | ------- | --------- | --------- | ---------- |
| 1950 | 35.000      | 35.000      | 100,0       | 87         | 71         | 16         | 402                       |         | 7         | 35        | 29         |
| 1970 | 36.000      | 38.000      | 94,7        | 80         | 56         | 24         | 450                       |         | 30        | 94        | 51         |
| 1980 | 32.000      | 34.000      | 94,1        | 75         | 52         | 23         | 426                       |         | 28        | 93        | 50         |
| 1990 | 28.618      | 37.671      | 76,0        | 67         | 48         | 19         | 427                       |         | 22        | 99        | 50         |
| 1999 | 34.984      | 40.382      | 86,6        | 69         | 44         | 25         | 507                       |         | 25        | 86        | 51         |
| 2000 | 35.507      | 39.938      | 88,9        | 69         | 44         | 25         | 514                       |         | 25        | 81        | 51         |
| 2001 | 34.712      | 39.137      | 88,7        | 69         | 46         | 23         | 503                       |         | 24        | 81        | 51         |
| 2002 | 35.029      | 39.667      | 88,3        | 71         | 43         | 28         | 493                       |         | 29        | 83        | 51         |
| 2003 | 37.021      | 41.563      | 89,1        | 73         | 46         | 27         | 507                       |         | 29        | 78        | 51         |
| 2004 | 36.824      | 41.303      | 89,2        | 70         | 47         | 23         | 526                       |         | 25        | 83        | 51         |
| 2013 | 35.499      | 40.447      | 87,8        | 79         | 56         | 23         | 449                       |         | 24        | 86        | 51         |
| 2016 | 34.349      | 40.124      | 85,6        | 80         | 58         | 22         | 429                       |         | 23        | 68        | 51         |
| 2019 | 34.795      | 40.304      | 86,3        | 77         | 53         | 24         | 451                       |         | 25        | 73        | 51         |
| 2021 | 34.397      | 40.108      | 85,8        | 53         | 53         |            | 649                       |         | 1         | 72        | 51         |
| 2023 | 34.224      | 40.485      | 84,5        | 53         | 53         |            | 645                       |         | 1         | 62        | 51         |